# Борисоглєб (Псковська область)
Борисоглєб (рос. Борисоглеб) — присілок в Великолуцькому районі Псковської області Російської Федерації.
Населення становить 24 особи. Входить до складу муніципального утворення Пореченська волость.

## Історія
Від 2014 року входить до складу муніципального утворення Пореченська волость.

## Населення
| 2001 | 2002 | 2010 |
| ---- | ---- | ---- |
| 33   | ↘26  | ↘24  |